# Костия
Окръг Костия (на английски: Costilla County) е окръг в щата Колорадо, Съединени американски щати. Площта му е 3186 km², а населението – 3776 души (2017). Административен център е град Сан Луис.